# شحور
شحور هي إحدى القرى اللبنانية من قرى قضاء صور في محافظة الجنوب، أطلق عليها في بعض الكتب «دار العز».

## موقعها
ترتفع عن سطح البحر 475 متراً، وتبعد 23 كيلومتراً عن مدينة صور، و95 كيلومتراً عن العاصمة بيروت.
 تحدها قرى طيرفلسيه، الحميري، صريفا، أرزون، وكفرصير، ويحاذيها نهر الليطاني الشهير.

## سكانها
يزيد عدد سكانها عن 15000 نسمة. وفيها الكثير من العائلات التي يعود وجودها إلى مئات السنين.

## تاريخ شحور
يرجع تاريخها إلى أكثر من 2000 عام، وقد برزت أثناء الحكم العثماني للبنان، عرف من أعلامها العالم الجليل الشيخ محمد أبوالعلى، المتوفي عام 1630 م.
 تصدت للأمير ملحم الشهابي فأحرقها عام 1749، وواجهت هجوماً شرساً لأحمد باشا الجزار عام 1762. 
 سكنها القائد العاملي الكبير الشيخ الشهيد ناصيف النصار.

اجتمع فيها أعيان جبل عامل عام 1783، وقرروا الثورة ضد الجزار احمد باشا، لكن الحركة أحبطت باستشهاد حمزة وكريكر النصار.

ينتسب إليها العلماء الكبار من آل شرف الدين، والصدر، وابرزهم السيد صالح شرف الدين، السيد يوسف شرف الدين. والسيد عبد الحسين شرف الدين. والسيد موسى الصدر، والسيد محمد باقر الصدر (اللذان ينتسبان إلى شحور من جدهما الأول السيد صالح شرف الدين.الذي قدم إلى البلدة عام 1600 للميلاد.
ومنها الشيخ أحمد عارف الزين: صاحب مجلة العرفان وجريدة عامل وهو أول صحافي عاملي وأول عالم دين شيعي أصدر مجلة واسعة النطاق. ومجلة العرفان هي دائرة معارف كاملة، نقلت الينا صورة كاملة عن الأدب العاملي والعراقي، ولا سيما النجفي منه وقد لاقى صاحب العرفان في سبيل حرية ضميره وصدقه في عقيدته مصاعب كثيرة وله مؤلفات منها تاريخ صيدا، وللشيخ عارف الزين فضل على كثير من أهل الأدب.

## من معالهما الأثرية
من أقدم معالمها الأثرية:

### المساجد الأثرية
- مسجد الشيخ صالح مزيد: شيد ما قبل القرن السابع عشر على انقاض كنيسة وهو حاليا اطلال لكنه في طور البناء من جديد.
- المسجد الغربي وقد شيده الشيخ ناصيف النصار في القرن السابع عشر وأعاد ترميمه المهندس خير الله سميح الزين وهو أحد أحفاد الشيخ علي الزين المعروف قديما بصاحب شحور وقد حرص الاستاذ الزين على ابقاء مجمل ملامح المسجد كما هي فأولى عناية خاصة بحف احجاره والمحافظة عليها وجدد نوافذه وابوابه الخشبية بما ينسجم مع شكل المسجد التراثي فظهر جميلا يفوق الوصف تبعث قبته الداخلية الرحبة الشامخة السرور في القلب وقناطره المحكمة البناء توحي بالتراص والوحدة والوئام بين المؤمنين بالله الواحد الأحد.

### المطاحن
- مطحنة آل مزيد التي كانت قائمة على نهر الليطاني لم يعد لها أي اثر في الوقت الحاضر

### الحصون
- الحصن أو ما يسميه أهل البلدة بالقبو وهو عبارة عن حصن روماني قديم جدا كان مملوكا للحاج محمد حسين مزيد حتى منتصف القرن العشرين ثم انتقلت ملكيته إلى الحاج احمد الخليل.

## وصلات خارجية
الموقع الرسمي للبلدة نسخة محفوظة 19 يونيو 2010 على موقع واي باك مشين.